# Arroio Redomona
O arroio Redomona é um rio brasileiro localizado no estado do Paraná.